# 11900 Spinoy
A 11900 Spinoy (ideiglenes jelöléssel 1991 LV2) a Naprendszer kisbolygóövében található aszteroida. Eric Walter Elst fedezte fel 1991. június 6-án.